# Diminovula fainzilberi
Diminovula fainzilberi là một loài ốc biển, là động vật thân mềm chân bụng sống ở biển trong họ Ovulidae.